# Verband Groß-Berlin

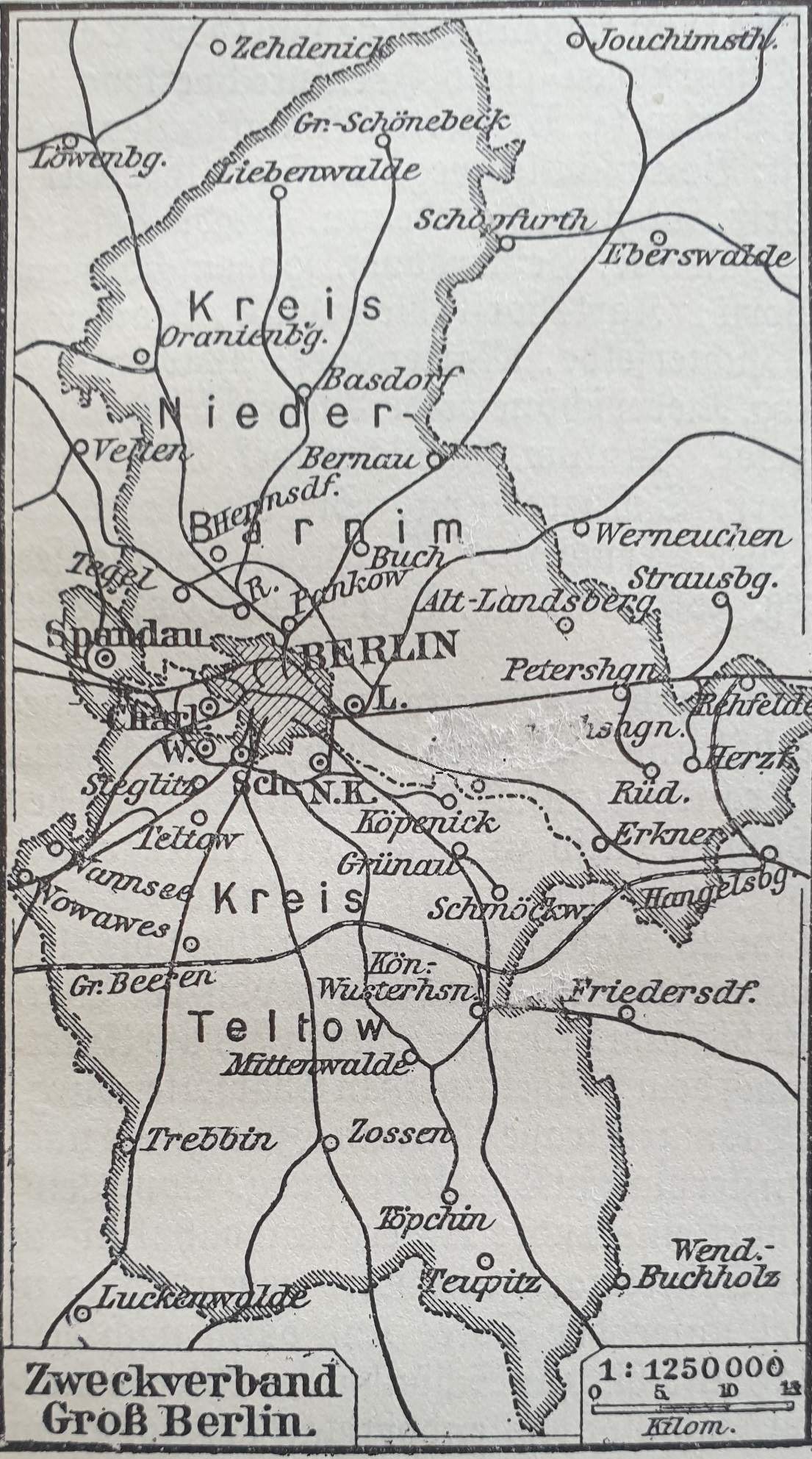
Karte des Verbandes Groß-Berlin

Im Jahr 1920 bildeten Berlin, sieben weitere Stadtgemeinden, 59 Landgemeinden und 27 Gutsbezirke die damals neu entstandene Stadtgemeinde Groß-Berlin mit 3,8 Millionen Einwohnern. Vorläufer des Zusammenschlusses war der Verband Groß-Berlin, auch: Zweckverband Groß-Berlin, der von 1912 bis 1920 bestand. Als größte und bleibende Leistungen des Verbandes gelten der Dauerwaldvertrag zum Ankauf großer Waldflächen, auch außerhalb Berlins in Brandenburg, sowie die Vorbereitungsmaßnahmen zur Zusammenführung der zahlreichen Straßenbahnbetriebe zur Berliner Straßenbahn.

## Hintergrund und Zielsetzung
Die nach der Industrialisierung rasant wachsende Region Berlin bedurfte zu Beginn des 20. Jahrhunderts dringend einer Koordination des Verkehrsnetzes, der Bauplanung und der Freiflächen. Handel, Industrie und Handwerk beklagten sich über ein ausuferndes Kompetenzgerangel der vielen Behörden. Mit dem preußischen Zweckverbandsgesetz für Groß-Berlin vom 19. Juli 1911, das am 1. April 1912 in Kraft trat, wurden die kreisfreien Städte Berlin, Charlottenburg, Deutsch-Wilmersdorf, Lichtenberg, Neukölln, Schöneberg und Spandau sowie die Landkreise Niederbarnim und Teltow zu einem Zweckverband mit 4,2 Millionen Einwohnern auf rund 3500 Quadratkilometern Fläche zusammengeschlossen. Drei Aufgaben sollte der Verband wahrnehmen:
1. Regelung des Verhältnisses zu öffentlichen, auf Schienen betriebenen Transportanstalten mit Ausnahme der Staatseisenbahnen,
2. Beteiligung an der Feststellung der Fluchtlinien und Bebauungspläne für das Verbandsgebiet und Mitwirkung an dem Erlasse von Baupolizeiverordnungen,
3. Erwerbung und Erhaltung größerer von der Bebauung freizuhaltender Flächen (Wälder, Parks, Wiesen, Seen, Schmuck-, Spiel-, Sportplätze usw.).

Ein politischer Hintergrund bestand in dem Versuch des Preußischen Staates, über das neu geschaffene Zweckverbandsgesetz der größten infrastrukturellen Probleme der Metropole Berlin Herr zu werden, ohne dass es zum Machtzuwachs eines tatsächlichen Zusammenschlusses käme. Das durch den Zusammenschluss befürchtete Erstarken liberaler und linker Strömungen sollte auf diese Weise verhindert werden. Das Kunstgebilde Zweckverband, dem es zudem an administrativer Gewalt fehlte, konnte dennoch in zwei der drei Aufgabenbereiche einen nachhaltigen Erfolg vorweisen: Im Bereich Freiflächen konnten mit dem Dauerwaldvertrag größere Wald- und Seengebiete nachhaltig gesichert werden. Ferner erwarb der Verband mehrere Straßenbahnbetriebe, darunter die Große Berliner Straßenbahn (GBS) als größten Betrieb Deutschlands, die 1920 in das Eigentum der Stadt Berlin übergingen und somit zusammengeschlossen werden konnten.

## Dauerwaldvertrag

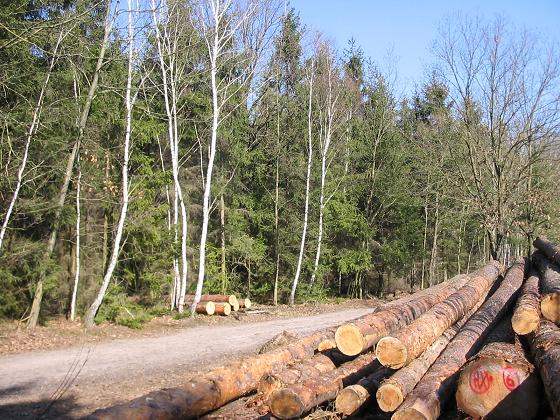
Erfolg des Zweckverbandes: Kauf der Parforceheide

Die Erhaltung und Ausdehnung der Berliner Wälder erfolgte aus gesundheitspolitischen Gründen, ferner, um die Wasserversorgung des Ballungsraumes zu sichern und um die zu dieser Zeit ausufernde Spekulation mit Waldflächen einzudämmen. Die Überlegungen fanden ihren Niederschlag im sogenannten ‚Dauerwaldvertrag‘ aus dem Jahr 1915 zwischen dem Zweckverband und dem Königlich-Preußischen Staat zum Erwerb von rund 100 km² Waldfläche – auch außerhalb Berlins in Brandenburg – für 50 Millionen Mark. Die heutige Großstadt Berlin, die fünf Jahre später aus dem Zweckverband hervorging, trat als Rechtsnachfolgerin in den Vertrag ein. „Immerhin ist es ein bleibendes Verdienst des Zweckverbandes, daß Berlin – verglichen mit anderen Millionenstädten – über Waldflächen von einzigartiger Ausdehnung verfügt.“

## Zusammenschluss der Straßenbahnbetriebe
Als der Zweckverband 1912 seine Arbeit aufnahm, existierten im Verbandsgebiet 16 verschiedene Straßenbahnbetriebe, 1913 kamen zwei weitere hinzu. Von ihnen befanden sich acht Bahnen in privater Hand, die übrigen waren im Besitz der Gemeinden und des Kreises Teltow. Die Berliner Elektrische Straßenbahnen AG (BESTAG) war zwar offiziell ein privates Unternehmen, befand sich aber mehrheitlich im Besitz der Stadt Berlin. Nicht in der folgenden Aufzählung enthalten sind die nach wie vor eigenständigen Straßenbahnbetriebe in Potsdam, Schöneiche bei Berlin und Woltersdorf.
| Private Betriebe - Große Berliner Straßenbahn und Nebenbahnen - Berlin-Charlottenburger Straßenbahn - Westliche Berliner Vorortbahn - Südliche Berliner Vorortbahn - Nordöstliche Berliner Vorortbahn - Berliner Ostbahnen - Berliner Elektrische Straßenbahnen - Flachbahn der Hochbahngesellschaft | Gemeinde- und Kreiseigene Bahnen - Straßenbahnen der Stadt Berlin - Städtische Straßenbahn Cöpenick - Städtische Straßenbahn Spandau - Elektrische Straßenbahn Spandau–Nonnendamm (1914 übernommen) - Straßenbahn der Gemeinde Heiligensee an der Havel (ab 1913) - Teltower Kreisbahnen - Straßenbahn der Gemeinde Steglitz - Schmöckwitz–Grünauer Uferbahn |

Insgesamt regelten etwa 150 Einzelverträge die Belange zwischen den Bahnen und den von ihnen berührten Gemeinden, davon allein 125 Verträge mit der GBS und ihren Nebenbahnen. Diese gingen nun auf den Verband über. Dieser gab am 17. Juli 1916 eine Denkschrift heraus, in der er das Vertragswerk beleuchtete und Richtlinien zur Vereinheitlichung des Berliner Verkehrswesens vorschlug. Der Verband empfahl darin auch den Erwerb der Großen Berliner Straßenbahn zu einem angemessenen Zeitpunkt. Die Verhandlungen hierzu nahm der Verband nach Inkrafttreten des Reichsverkehrssteuergesetzes im Februar 1917 auf. Das Gesetz sah eine Steuer in Höhe von zwölf Prozent auf die Fahrgeldeinnahmen im Personen- und Güterverkehr vor. Der Verband erreichte eine Herabsetzung für die Groß-Berliner Verkehrsmittel auf sechs Prozent, nicht jedoch ihre vollständige Außerkraftsetzung. Damit war eine Tarifanpassung unumgänglich, da das Gesetz den Verkehrsunternehmen erlaubte, die Steuer auf die Fahrgäste abzuwälzen. Für den Fall, dass sich die Beteiligten – Verband und Verkehrsunternehmen – nicht einigen konnten, sollte ein Schiedsgericht das letzte Wort haben. Dieser Fall trat alsbald auch ein, da die GBS eine Heraufsetzung des 10-Pfennig-Einheitstarifs um fünf Pfennig vorsah, die der Verband ablehnte. Das Schiedsgericht lehnte diesen Tarif ebenfalls ab. Beide Seiten handelten daraufhin in einem langwierigen Prozess einen neuen Tarifvertrag aus.
Durch den am 28. Mai 1918 beschlossenen Tarifvertrag – auch Einheitsvertrag genannt – wurde der Verband gegenüber den Bahnen deutlich gestärkt. Zwar erreichten diese eine Anhebung des Einheitstarifs auf 12,5 Pfennig, dafür galt dieser nun flächendeckend für alle fünf Betriebe. Anschlusstarife, die die GBS auf Linien durch mehrere Verkehrsgebiete bis dahin erhob, gehörten der Vergangenheit an. Weiterhin verpflichteten sich die Gesellschaften, ihr Netz jährlich um jeweils fünf Kilometer zu erweitern. Zusätzlich sollten sie ein Achtel der Fahrgeldeinnahmen in einem vom Verband anzulegenden Fonds einzahlen, aus dem dann die Baukosten teilweise oder vollständig abgezahlt werden sollten. Die Unternehmen waren dazu angehalten, Fahrplanaushänge und Linienschilder an den Zwischenhaltestellen anzubringen sowie vereinzelt Wartehallen zu errichten. Dem Verband wurde das Recht eingeräumt, die Einrichtung neuer und Verstärkung bestehender Linien verlangen zu können, ferner hatte er ein Mitbestimmungsrecht bei der Festsetzung der Fahrpläne und das Vorschlagsrecht für vier Sitze im Aufsichtsrat der GBS. Außerdem wurde er stärker als bisher am Reingewinn der Unternehmen beteiligt.
Die Nebenbahnen sollten nach Abschluss des Vertrages in der Großen Berliner Straßenbahn aufgehen. Die Voraussetzungen für den Erwerb dieser Bahn durch den Verband wurden gegenüber dem letzten Zustimmungsvertrag von 1911 abgeändert. Die bis dahin gültigen Verträge wurden mit Ausnahme örtlicher Bestimmungen wie Pflasterunterhalt, Straßenreinigung etc. aufgehoben. Kurze Zeit darauf folgten ähnliche Verträge mit der BESTAG, den Berliner Ostbahnen und der Städtischen Straßenbahn Cöpenick.
Anfang 1919 setzte der Verband einen Sonderausschuss ein, der den Kauf der Großen Berliner Straßenbahn prüfen sollte. Vorausgegangen waren eine Lohnerhöhung bei den Straßenbahnern sowie eine vorerst befristete Tariferhöhung, um die anfälligen Kosten aufzufangen. Da sich die wirtschaftlichen Verhältnisse der GBS wider Erwarten nicht verbesserten, bot sich dem Verband die günstige Gelegenheit zum Erwerb. Den Beschluss hierzu fassten die Verantwortlichen am 4. Juni 1919, dem die Verhandlungen mit der GBS – vor allem um den Kaufpreis – folgten. Zuvor, am 15. Mai 1919, gingen die Nebenbahnen in der GBS auf; die Buchführung wurde rückwirkend zum 1. Januar 1918 vereinheitlicht. Am 15. Juli 1919 kaufte der Verband Groß-Berlin dann die Große Berliner Straßenbahn als Ganzes einschließlich Vermögen, Rechten und Verbindlichkeiten zum Gesamtpreis von 137,5 Millionen Mark auf. Die Zahlung erfolgte nominal in vierprozentigen Schuldverschreibungen ab 1. Januar 1920 bis zum 31. Dezember 1949. Zwei Monate darauf erwarb der Verband außerdem die Berliner Ostbahnen zum Preis von 6,45 Millionen Mark. Am 20. September 1919 wurde die Große Berliner Straßenbahn AG aus dem Handelsregister gelöscht und gleichzeitig die Große Berliner Straßenbahn als Kommunalbetrieb eingetragen. Die Berliner Ostbahnen wurden ihr am 1. Mai 1920 als Betriebsteil angegliedert.
Die Große Berliner Straßenbahn ging mit dem Inkrafttreten des Groß-Berlin-Gesetzes am 1. Oktober 1920 in den Besitz der Stadtgemeinde Berlin über, ebenso die (vormals) städtischen Straßenbahnen von Spandau und Cöpenick sowie die Straßenbahn der Gemeinde Heiligensee an der Havel. Letzte beide wurden am gleichen Tag in die GBS eingegliedert, die Spandauer Straßenbahn folgte am 8. Dezember 1920. Fünf Tage darauf entstand durch den Zusammenschluss der Städtischen Straßenbahnen, der Berliner Elektrischen Straßenbahnen und der Großen Berliner Straßenbahn die Berliner Straßenbahn, die damit den größten einheitlich geführten Straßenbahnbetrieb Deutschlands darstellte. Die Teltower Kreisbahnen sowie die von ihr betriebene Steglitzer Straßenbahn kamen im April 1921 hinzu, 1925 beziehungsweise 1928 folgten die Schmöckwitz–Grünauer Uferbahn und die Flachbahn. Die Schöneicher sowie die Woltersdorfer Straßenbahn blieben weiterhin selbstständig, da sich ihre Verwaltungen nach dem Groß-Berlin-Gesetz weiterhin außerhalb der Grenzen Berlins befanden, obwohl ihre Strecken das Stadtgebiet berührten. Die Berliner Straßenbahn (ab 1923: Berliner Straßenbahn-Betriebs-Gesellschaft) selbst ging 1929 mit Hochbahngesellschaft (U-Bahn) und der ABOAG (Omnibus) in der Berliner Verkehrs-Gesellschaft (BVG) auf.

## Auflösung 1920 – Groß-Berlin
Mit dem Ausruf der Republik nach der Novemberrevolution 1918 war der Weg zum Zusammenwachsen Berlins auch politisch frei, der Zweckverband löste sich auf. Das Gesetz über die Bildung einer neuen Stadtgemeinde Berlin (Groß-Berlin-Gesetz) vom 27. April 1920 regelte, dass die namentlich aufgezählten Gemeinden oder Gutsbezirke, „soweit sie zu den Kreisen Teltow, Niederbarnim und Osthavelland und der Provinz Brandenburg gehören, aus diesen Verbänden aus[scheiden] und […] die neue Stadtgemeinde Berlin“ bilden.
Heutige Ortsteile wie Charlottenburg, Wilmersdorf oder Schöneberg kamen erst zu diesem Zeitpunkt zu Berlin. Alt-Berlin mit rund 1,9 Millionen Einwohnern umfasste im Wesentlichen die heutigen Bezirke Mitte und Friedrichshain-Kreuzberg (ohne Stralau) sowie den Ortsteil Prenzlauer Berg. Während sich die Einwohnerzahl auf etwa 3,8 Millionen verdoppelte, verdreizehnfachte sich die Fläche von 66 auf knapp 880 Quadratkilometer – bis heute hat sich das Weichbild Berlins in seinen groben Zügen so erhalten.